# Episodi di Hallo - Hotel Sacher ... Portier! (prima stagione)
La prima stagione della serie televisiva Hallo - Hotel Sacher ... Portier! è stata trasmessa in anteprima in Austria da ORF tra l'8 aprile 1973 e il 18 novembre 1973.
| nº | Titolo originale                    | Titolo italiano | Prima TV Austria  | Prima TV Italia |
| -- | ----------------------------------- | --------------- | ----------------- | --------------- |
| 1  | Die Gipfelkonferenz                 | inedito         | 8 aprile 1973     | inedito         |
| 2  | Opernball                           | inedito         | 1973              | inedito         |
| 3  | Der Herr Baron                      | inedito         | 20 maggio 1973    | inedito         |
| 4  | Fräulein Assmussen                  | inedito         | 3 giugno 1973     | inedito         |
| 5  | Liebesg'schichten und Heiratssachen | inedito         | 24 giugno 1973    | inedito         |
| 6  | Der Spieler                         | inedito         | 15 luglio 1973    | inedito         |
| 7  | Damen und Sachertorten              | inedito         | 5 agosto 1973     | inedito         |
| 8  | Der Filmstar                        | inedito         | 26 agosto 1973    | inedito         |
| 9  | Der Manager                         | inedito         | 16 settembre 1973 | inedito         |
| 10 | Der Poldi                           | inedito         | 1973              | inedito         |
| 11 | Die Liebe und das Geschäft          | inedito         | 21 ottobre 1973   | inedito         |
| 12 | Die drei Väter der Romy Schröder    | inedito         | 4 novembre 1973   | inedito         |
| 13 | Hotel und Pension                   | inedito         | 18 novembre 1973  | inedito         |